# Prosopocoilus swanzianus
Prosopocoilus swanzianus là một loài bọ cánh cứng trong họ Lucanidae. Loài này được Parry mô tả khoa học năm 1870.